# Walker Russell
Pour les articles homonymes, voir Russell.
Walker Dwayne Russell, Jr., né le 6 octobre 1982 à Pontiac (Michigan), est un joueur américain de basket-ball.